# Sumatori de Riemann
En matemàtiques, un sumatori de Riemann és un mètode per aproximar l'àrea entre el gràfic d'una corba i l'eix x; és a dir una aproximació de la integral. Prenent el límit quan el nombre de termes tendeix a infinit es pot fer servir per a definir l'operació d'integració,
El sumatori de Riemann, rep aquest nom en honor del matemàtic alemany Bernhard Riemann.

## Definició
Sia la funció f: D → R, on D és un subconjunt del conjunt dels nombres reals R, i sia I = [a, b] un interval tancat contingut a D. Un conjunt finit de punts {x0, x1, x₂, ... xn} tals que a = x0 < x1 < x₂ ... < xn = b 
Crea una partició
P = {[x0, x1), [x1, x₂), ... [xn-1, xn]}
de I.
si P és una partició amb n elements de I, llavors el sumatori de Riemann de f sobre I amb la partició P es defineix com 
{\displaystyle S=\sum _{i=1}^{n}f(y_{i})(x_{i}-x_{i-1})}
on xi-1 ≤ yi ≤ xi. La selecció de yi en aquest interval és arbitrària. Si yi = xi-1 per a tot i, llavors de S se’n diu un sumatori de Riemann esquerrà. Si yi = xi, llavors de S se’n diu un sumatori de Riemann dret. Si yi = (xi+xi-1)/2, llavors de S se’n diu un sumatori de Riemann mig. Calculant la mitja dels sumatoris de Rieman dret i esquerre s'obté l'anomenat sumatori trapezoïdal.
Si es té
{\displaystyle S=\sum _{i=1}^{n}v_{i}(x_{i}-x_{i-1})}
on vi és el suprem de f sobre [xi-1, xi]; llavors S és per definició un sumatori de Riemann superior. De manera similar, si vi és l'ínfim de f sobre [xi−1, xi], llavors S é un sumatori de Riemann inferior.
Qualsevol sumatori de Riemann en una partició donada (és a dir, per a qualsevol elecció de yi between xi-1 i xi) està entre els sumatoris de Riemann inferior i superior. Una funció és Riemann integrable si els sumatoris de Riemann inferior i superior esdevenen cada cop més propers a mesura que la partició es fa més i més fina. Aquest fet també es pot fer servi en integració numèrica.

## Mètodes
Tal com s'ha establert més amunt, hi ha quatre mètodes habituals per a calcular els sumatoris de Riemann: esquerra, dreta, mig i trapezoïdal. Tot seguit s'estudiaran pel cas senzill en el que les particions es construeixen amb intervals de la mateixa mida. Així, si es divideix l'interval [a, b] en n subintervals, cada un tindrà longitud Q = (b − a) / n. Els punts de la partició seran
a, a + Q, a + 2Q, ..., a + (n−2)Q, a + (n−1)Q, b.

### Sumatori de Riemann esquerra

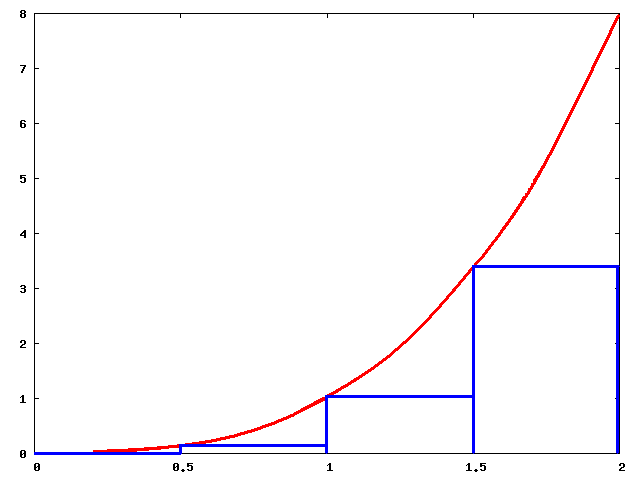
Un sumatori de Riemann esquerra de x^{3} sobre [0,2] emprant 4 subdivisions.

En el sumatori de Riemann esquerra la funció s'aproxima pel valor que té al punt extrem de l'esquerra de l'interval. Això dona múltiples rectangles amb base Q i alçada f(a + iQ). Fent això per i = 0, 1, ..., n−1, i sumant les àrees resultants s'obté 
{\displaystyle Q\left[f(a)+f(a+Q)+f(a+2Q)+\cdots +f(b-Q)\right].\,}
Els sumatori de Riemann esquerra serà una sobre estimació si f és monòtona decreixent a l'interval, i una subestimació si és monòtona creixent.

### Sumatori de Rieman dret

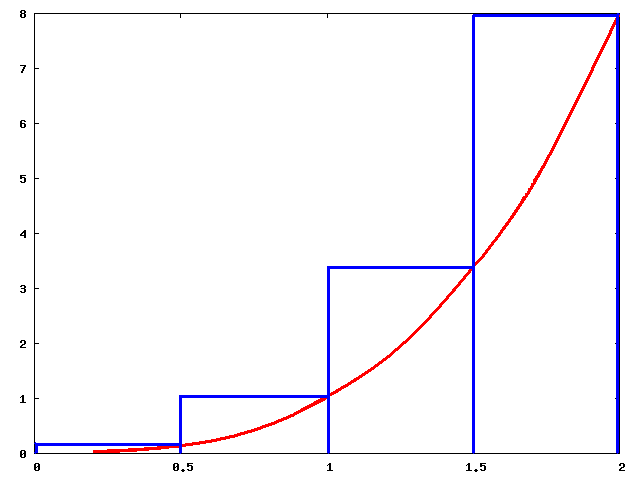
Un sumatori de Riemann dret de x^{3} sobre [0,2] emprant 4 subdivisions.

Aquí, per a cada interval s'aproximarà f pel valor que té a l'extrem dret. Això dona múltiples rectangles amb base Q i alçada f(a + iQ). Fent-ho per i = 1, 2, ..., n−1, n, i sumant les àrees que en resulten s'obté 
{\displaystyle Q\left[f(a+Q)+f(a+2Q)+\cdots +f(b)\right].\,}
El sumatori de Riemann dret serà una sobreestimació di la funció f és monòtona creixent, i una subestimació si és monòtona decreixent.

### Sumatori mig

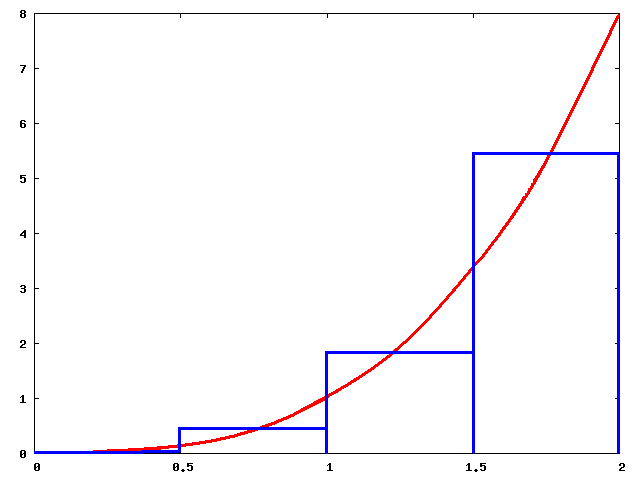
Un sumatori de Riemann mig de x^{3} sobre [0,2] emprant 4 subdivisions.

En aquest cas s'agafa com aproximació de f a cada interval e seu valor al punt mitjà. Pel primer interval es té f(a + Q/2), pel següent f(a + 3Q/2), i així fins a arribar a f(b-Q/2). Sumant les àrees, es troba
{\displaystyle Q\left[f(a+Q/2)+f(a+3Q/2)+\cdots +f(b-Q/2)\right].}
L'error d'aquesta fórmula serà 
{\displaystyle \left\vert \int _{a}^{b}f(x)-A_{\mathrm {mid} }\right\vert \leq {\frac {M_{2}(b-a)^{3}}{(24n^{2})}},}
on {\displaystyle M_{2}} és el valor màxim del valor absolut de {\displaystyle f^{\prime \prime }(x)} a l'interval.

### Sumatori trapezoïdal

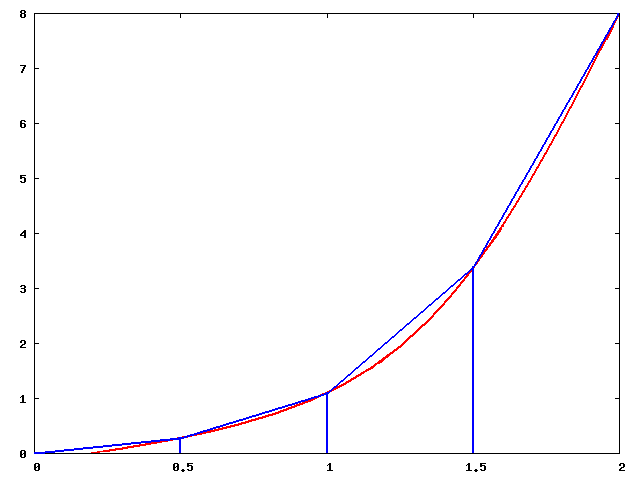
Un sumatori de Riemann trapezoïdal de x^{3} sobre [0,2] emprant 4 subdivisions.

En aquest cas, els valors de la funció f en un interval s'aproximaran per la mitja aritmètica dels valors que pren la funció als extrems esquerra i dret de l'interval. De forma similar a l'anterior, un simple càlcul emprant la fórmula de l'àrea {\displaystyle A=h(b_{1}+b_{2})/2} per un trapezi de cares paral·leles b1, b₂ i alçada h es troba que el sumatori de Riemann és 
{\displaystyle {\frac {1}{2}}Q\left[f(a)+2f(a+Q)+2f(a+2Q)+2f(a+3Q)+\cdots +f(b)\right].}
L'error d'aquesta aproximació per la integral és 
{\displaystyle \left\vert \int _{a}^{b}f(x)-A_{\mathrm {trap} }\right\vert \leq {\frac {M_{2}(b-a)^{3}}{(12n^{2})}},}
on {\displaystyle M_{2}} és el valor màxim del valor absolut de {\displaystyle f^{\prime \prime }(x).}